# Wersje samolotu F-16

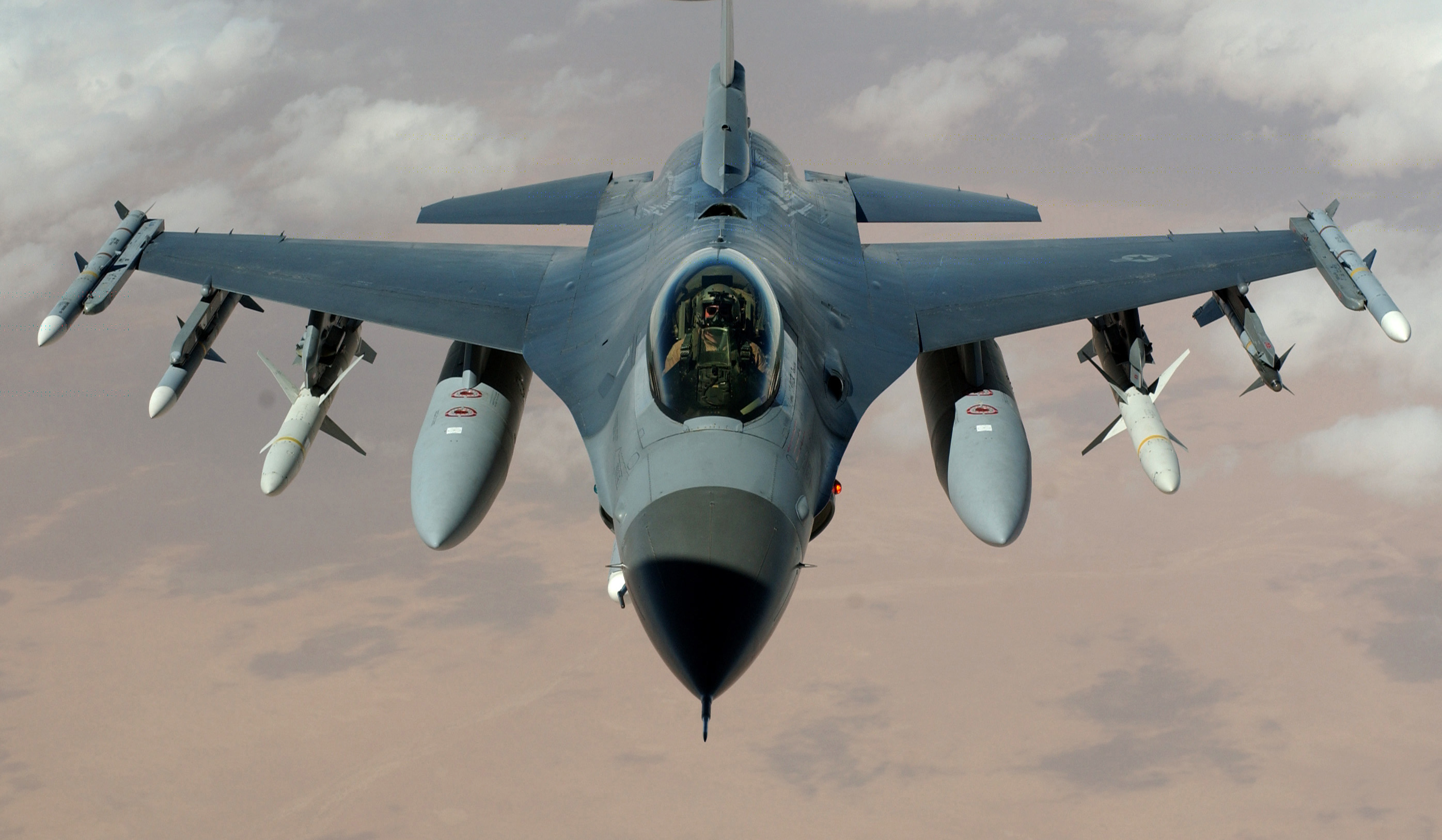
F-16 Fighting Falcon nad Irakiem, 2003.

General Dynamics F-16 Fighting Falcon – samolot wielozadaniowy zbudowany przez amerykańską wytwórnię General Dynamics, która obecnie jest częścią koncernu zbrojeniowego Lockheed Martin. Produkowany od drugiej połowy lat 70. do chwili obecnej F-16, jest użytkowany przez siły powietrzne 25 krajów, w tym Polski (pierwsze dostawy nastąpiły 8 listopada 2006 roku). Do końca 2003 wyprodukowano 4129 egzemplarzy.

## YF-16 A/B

### Prace nad prototypami

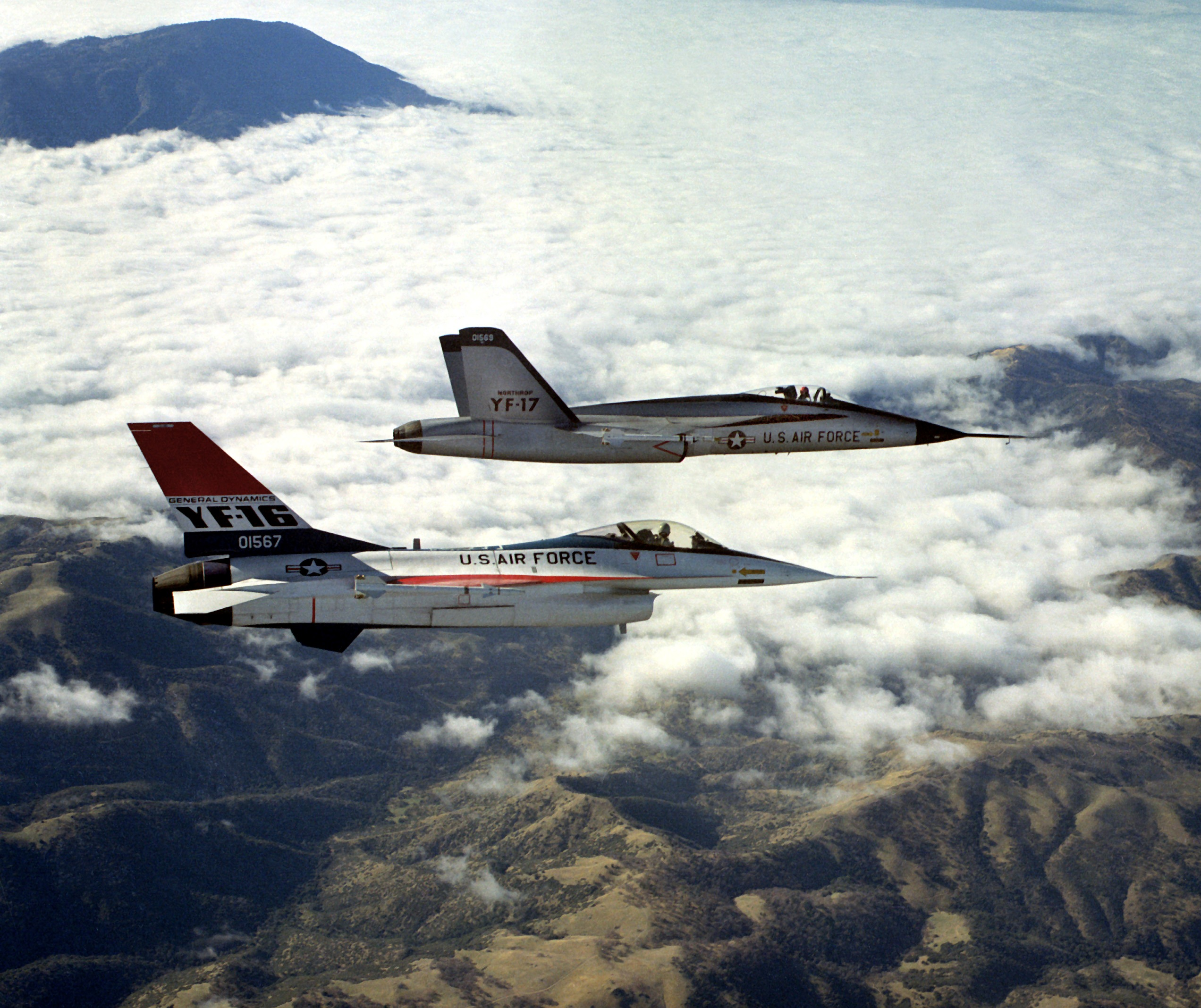
YF-16 i YF-17

Pierwszy prototyp YF-16 został ukończony w Fort Worth 13 grudnia 1973. Otrzymał on numer USAF 72-1567 i charakterystyczne, kolorowe malowanie. Konstrukcja samolotu była stosunkowo konwencjonalna, wykonana jako półskorupowa. Do nowocześniejszych rozwiązań należało frezowanie dużych elementów pokrycia (np. dolnej i górnej połówki płata) z jednolitych bloków metalu. Masowo, w 87% płatowiec wykonano z duraluminium, 4% stanowiła stal, 3,7% – stal tytanowa, a pozostałe 5,3% – inne materiały, głównie kompozyty, ale także teflon, guma itp. YF-16 został wyposażony w aktywny układ sterowania, ale chwilowo, w komputerze układu zainstalowano tymczasowy program, umożliwiający sterowanie w sposób klasyczny. Było to możliwe, gdyż samolot był naturalnie stateczny. Nie zainstalowano na nim typowego wyposażenia bojowego, a w nosowej części, w miejsce radaru, umieszczono balast, przenoszący środek ciężkości do przodu, przed środek parcia. Usterzenie wytwarzało ujemną siłę nośną, co widać po charakterystycznym położeniu płyt usterzenia poziomego w czasie lotu – lekko wychylonym do góry. Żaden z prototypów YF-16 nie miał uzbrojenia, choć na końcach skrzydeł umieszczono makiety wyrzutni i pocisków AIM-9 Sidewinder, pełniących jednocześnie funkcję mas antyflatterowych. Dopiero w dalszej fazie prób, na drugim egzemplarzu YF-16 zamontowano zaczepy do przenoszenia uzbrojenia i testowano różne warianty podwieszeń (bez ich odpalania czy zrzutu).
Cienkie skrzydło YF-16 charakteryzowało się niewielkim obciążeniem masy, w prototypie rzędu 235 kg/m². Aby poprawić własności manewrowe stosunkowo cienkiego profilu (grubość względna – 4%), zastosowano klapy przednie, wychylane nie tylko do startu i lądowania, ale także w czasie manewrowania. W toku badań tunelowych okazało się, że maksymalny kąt wychylenia klap przednich powinien wynosić 40°. W istocie jednak to wychylenie nie było wykorzystywane. W czasie normalnego lotu klapy przednie i tylne układ sterowania ustawiał w położeniu 0°. Z chwilą przekroczenia prędkości dźwięku klapy wychylano do góry, na kąt +2°, zarówno przednie, jak i tylne. Dzięki temu malał opór, zwiększając zasięg samolotu na prędkościach naddźwiękowych. Malał też współczynnik siły nośnej, ale nie miało to znaczenia wobec dużej prędkości samolotu. Do startu i lądowania klapy przednie wychylano w dół na 15° (przednie) i 20° (tylne). Jednak w czasie, gdy samolot znajdował się na ziemi (w czasie rozbiegu i na dobiegu) układ sterowania automatycznie przestawiał klapy na kąt +2° (do góry), co dawało lepszą przyczepność podwozia do nawierzchni i poprawiało charakterystyki hamowania na dobiegu i sterowania samolotem w czasie rozbiegu. Ciekawą cechą seryjnych F-16 jest to, że samolot w ogóle nie ma dźwigni wychylania klap – wychodzą one automatycznie na zadany kąt wraz z wypuszczeniem podwozia i odpowiednim zmniejszeniem prędkości. Po starcie klapy chowają się automatycznie, po przekroczeniu odpowiedniej prędkości. W czasie manewrów zaś klapy przednie reagują na wychylenie drążka sterowego, wychylając się płynnie na potrzebny kąt (do 25°). Omawiając mechanizację płata warto dodać, że samolot nie ma klasycznych lotek. Rolę tę spełniają klapy tylne, zajmujące ok. 2/3 rozpiętości krawędzi spływu płata. Pracują one tylko na małych prędkościach, przy dużych rolę lotek spełniają wychylane różnicowo stateczniki poziome.
Drążek sterowy zastosowany w F-16 został umieszczony nie tradycyjnie pośrodku kabiny, lecz z boku, na prawej półce, w postaci krótkiego "joysticka". Początkowo drążek ten w ogóle nie miał żadnych wychyleń, działał bowiem pod wpływem nacisku ręki pilota. Specjalne czujniki tensometryczne (mierniki nacisku) podawały sygnały elektryczne do komputera układu sterowania, skąd w postaci elektrycznej były przekazywane światłowodami do mechanizmów wykonawczych układu sterowania. Z powodu braku klasycznych przewodów hydraulicznych w układzie sterowania F-16 jest czasem nazywany "elektrycznym myśliwcem". Ponieważ wychyleniami wszystkich powierzchni sterowych kieruje komputer układu sterowania, to "wychylenia" (umownie, gdyż są to w zasadzie mierzone naciski) drążka sterowego nie przekładają się na proporcjonalne wychylenia powierzchni sterowych. Stopień wychylenia sterów jest dobierany przez komputer, komputer wybiera też powierzchnie sterowe, które w danej chwili mają zostać wychylone. Zastosowany początkowo (na samolotach wersji F-16A/B) analogowy układ sterowania nie był jeszcze w pełni "care-free", czyli nie do końca zabezpieczał przed przekroczeniem ograniczeń eksploatacyjnych samolotu. Uniemożliwiał natomiast wprowadzenie maszyny w korkociąg, ani też jej przeciągnięcie. Pewną wadą był brak odczuć pilota, związanych z prędkością lotu. W klasycznych układach sterowania siły potrzebne do wychylenia sterów są przenoszone na drążek sterowy. W niektórych typach, wyposażonych w hydrauliczne wzmacniacze bezzwrotne, siły te są odpowiednio symulowane. W F-16 natomiast nie było potrzeby symulowania tych sił, gdyż komputer układu sterowania w pełni zabezpieczał przed nadmiernymi wychyleniami sterów na dużych prędkościach lub wysokościach lotu. Wymagało to natomiast przestawienia się pilotów, którzy szybko się do tego przyzwyczaili. Miłą niespodzianką dla pilotów przesiadających się na F-16 z innych samolotów, był brak odczuwania turbulencji, bowiem wszelkie ruchy samolotu związane z turbulencją są na nim automatycznie tłumione przez układ sterowania.
Ważną cechą samolotu YF-16 (i wszystkich późniejszych F-16) było zastosowanie filozofii HOTAS – Hands On Throtle And Stick, czyli ręce na dźwigni sterowania silnikiem i drążku sterowym. W praktyce oznaczało to umieszczenie wszystkich ważniejszych przełączników na dźwigni sterowania silnikiem i na drążku sterowym. Pozwalało to na nie odrywanie rąk od sterownic w czasie walki powietrznej. Kolejnym urządzeniem, wówczas stosunkowo nowym, które umożliwiało pełną koncentrację pilota na prowadzeniu walki powietrznej był wskaźnik przezierny HUD, opracowany przez firmę GEC Marconi z Wielkiej Brytanii. Na urządzeniu tym wprowadzono identyczną, jak w F-15 symbolikę, pokazując też prędkość, wysokość, kurs, przeciążenie i dane do celowania.
Prototyp YF-16 5 stycznia 1974 r. został przetransportowany samolotem C-5A Galaxy do bazy Edwards, gdzie miał nastąpić jego oblot. Natychmiast po zmontowaniu samolotu rozpoczęły się próby kołowania i próby instalacji samolotu. W czasie prób szybkiego kołowania doszło do niespodziewanego zdarzenia. 20 stycznia 1974 r. pilot fabryczny Phil Oestricher doświadczył niestateczności poprzecznej, na prędkości ok. 275 km/h, z uniesionym przednim kółkiem. Samolot zaczął przechylać się na boki, a w czasie prób opanowania sytuacji prawe usterzenie poziome uderzyło o nawierzchnię lotniska. Jedynym wyjściem z sytuacji było oderwanie samolotu od ziemi i opanowanie w powietrzu. Tak też uczynił P. Oestricher, wykonując krótki, sześciominutowy krąg i pomyślne lądowanie. Uszkodzenie usterzenia szybko naprawiono, zaś Oestricher oświadczył, że jest w stanie opanować samolot. Niestatecznością nie przejmowano się zbytnio, gdyż samolot nie miał jeszcze docelowego, aktywnego układu sterowania, które (jak się zresztą okazało w przyszłości) zażegnało ten problem.
Do oficjalnego oblotu doszło 2 lutego 1974 r. W tym locie samolot pilotowany przez Phila Oestrichera osiągnął wysokość 4500 m. Dopiero na tej wysokości, po sprawdzeniu podstawowych charakterystyk pilotażowych samolotu pilot schował podwozie i rozpędził samolot do 650 km/h. Po wykonaniu podstawowych manewrów na prędkości 500-650 km/h pilot zniżył się do lotniska i wykonał bezpieczne lądowanie, po ok. 90 minutach lotu. Drugi lot przeprowadzono 5 lutego. W czasie tego lotu Oestricher osiągnął prędkość Ma=1,2, utrzymując ją przez pięć minut. W trzecim locie sprawdzono własności manewrowe samolotu z przeciążeniami do 5 g.
Dalsze próby, w toku których stopniowo zwiększano zakres parametrów lotu przebiegały w zasadzie bezproblemowo. Dopiero w maju i w kwietniu wystąpiły pewne problemy z silnikiem. W dwóch przypadkach silnik samoczynnie zmniejszył obroty do minimalnych i nie można już było ich ponownie zwiększyć. Za każdym razem pilot doświadczalny bezpiecznie wylądował, stosując manewr jak z niepracującym silnikiem. Tylko dzięki dużemu doświadczeniu uniknięto rozbicia prototypu, ale od tego momentu podjęto decyzję, że loty próbne muszą być wykonywane w zasięgu dolotu i manewru do lądowania z niepracującym silnikiem. Ostatecznie udało się odkryć właściwą przyczynę tak niecodziennego zachowania silnika. Były nią drobne zanieczyszczenia, które zablokowały zaworki pompy-regulatora w układzie sterowania silnikiem. Po zmianach dokonanych w filtrze paliwowym problemy ustały i wspomniane ograniczenie zostało zdjęte.
9 maja 1974 r. Neil Anderson oblatał drugi prototyp YF-16, oznaczony numerem USAF 72-1568. Początkowo samolot latał z ograniczeniami silnika, jednak gdy problem został rozwiązany, można było przystąpić do szerszego cyklu prób. Poza próbami samego samolotu, na drugim egzemplarzu podjęto też testy różnych schematów malowania kamuflażowego, które miało następnie zostać zaadaptowane w samolotach seryjnych. W pierwszej wersji takiego malowania cały samolot pokryto jasnoniebieskimi łatami na wszystkich powierzchniach. Okazało się jednak, że malowanie takie jest jeszcze bardziej widoczne z daleka, niż "kolorowy" schemat malowania stosowany początkowo na obu prototypach. Później samolot przemalowano w jednolity szary kolor, który o wiele lepiej maskował maszynę w różnych warunkach. Malowanie seryjnych F-16 miało maskować je głównie na tle ziemi i nieba na średnich wysokościach, typowych dla ich przewidywanego działania. Na tych wysokościach ziemia przybiera jednolity szaro-bury kolor, zaś niebo ma kolor szarobłękitny, często występuje też zachmurzenie. Ostatecznie dla samolotów seryjnych wybrano więc jeszcze inny schemat malowania, złożony z dwóch odcieni koloru szarego, o czym dalej. Schemat ten był przetestowany dopiero na samolotach F-16 FSD.
Po zakończeniu prób prototypów pierwszy YF-16 został przebudowany na prototyp wersji F-16CCV, o czym dalej. Po zakończeniu prób w tej konfiguracji został przebudowany ponownie pod kątem prób nowego systemu ratowniczego (typu kapsułowego, który na F-16 nigdy nie znalazł zastosowania). Po kilku latach postoju i niszczenia ostatecznie został mu przywrócony pierwotny wygląd i ustawiono go jako pomnik w Hampton.
Drugi YF-16 w maju 1975 r. uległ awarii. W wyniku uszkodzenia instalacji hydraulicznej nie można było wypuścić podwozia. Pilot, Neil Anderson zdołał jednak wylądować na brzuchu w bazie Carswell. Po naprawie samolot wrócił do latania i używano go do prób uzbrojenia, bez jego zrzutu. Później wycofano go z floty samolotów latających i przez pewien czas poddawano testom związanym z pomiarem radiolokacyjnej powierzchni odbicia i testom różnych urządzeń elektronicznych. Były to wyłącznie próby na stanowiskach naziemnych. Przypuszczalnie ich późniejszym rezultatem był utajniony program Have Glass, zmierzający do obniżenia radiolokacyjnej powierzchni odbicia na seryjnych samolotach F-16.
Ponieważ na samolocie tym zmieniano elementy struktury, to ostatecznie uległ on całkowitej dewastacji i został w końcu pocięty na złom.

### Próby porównawcze obu prototypów
Próby porównawcze obu samolotów rozpoczęły się we wrześniu 1974 r. i trwały do grudnia. Były one bardzo intensywne, w ich toku wykonywano po kilka lotów dziennie. Umożliwiała to zawsze dobra kalifornijska pogoda, większość prób przeprowadzono bowiem w dobrych warunkach atmosferycznych. Oba YF-16 wykonały 330 lotów czasie 417 godzin, podczas gdy YF-17 wykonały 268 lotów. W toku testów starano się, by na obu typach wykonało loty jak najwięcej pilotów, zarówno z sił powietrznych, jak i z marynarki wojennej. Testy porównawcze rozpoczęły się od prób własności pilotażowych i manewrowych obu typów. W ich toku YF-16 osiągnął prędkość Ma=2,0, wysokość ponad 15 000 m i przeciążenia w manewrach do 9 g. Dotychczasowy standard USAF przewidywał osiąganie przez samoloty myśliwskie do 7,33 g przy 80% pozostałości paliwa wewnętrznego. W przypadku F-16 współczynnik ten podniesiono do 9 g, przy pełnej pozostałości paliwa wewnętrznego. Aby lepiej dostosować samolot do dużych przeciążeń fotel pilota został pochylony do tyłu o 30°. Dzięki temu nie jest to dokładnie przeciążenie pionowe, lecz po części poziome, co zwiększa tolerancję organizmu ludzkiego. F-16 jest w stanie na krótko wytworzyć 9 g na prędkościach od Ma=0,6 do Ma=1,0 w pobliżu ziemi i na prędkościach od Ma=1,0 do Ma=1,8 na wysokości 10 000 m. Jednak długotrwałe 9 g, w ustalonym manewrze może być utrzymane jedynie w pobliżu ziemi, na prędkościach od Ma=0,65 do Ma=0,95, przy czym do wysokości 3000 m zakres prędkości stałych manewrów z przeciążeniem 9 g zawęża się do prędkości ok. Ma=0,85. Mowa przy tym o seryjnych samolotach, a nie o prototypach. Wartości te dotyczą wszystkich wersji w konfiguracji do walk powietrznych (tylko z pociskami AIM-9 Sidewinder). W typowej dla walk powietrznych konfiguracji, na wysokości 6000 m. F-16 wykonuje na prędkości Ma=0,85 zakręt z przeciążeniem 9 g w czasie 18,76 s, co oznacza prędkość kątową aż 19,2°/s. Promień takiego zakrętu wynosi 780 m. Dla tych samych parametrów lotu MiG-21 jego promień zakrętu wynosi aż 1200 m, a czas zakrętu przekracza 31 s. Oznacza to prędkość kątową 11,5°/s. Natomiast w pobliżu ziemi F-16 jest w stanie wykonać zakręt z przeciążeniem 9 g przy prędkości ok. 800 km/h o promieniu ok. 550 m. Czas takiego zakrętu wynosi 15,65 s, a prędkość kątowa – ok. 23°/s. Nie trzeba dodawać, że są to bardzo wysokie wartości, a zbliżone własności manewrowe uzyskały dopiero MiG-29 i Su-27. Warto przy tym dodać, że samoloty te uzyskują mniejsze od F-16 promienie zakrętów na małych prędkościach, ale na prędkościach ok. Ma=0,8 (typowych dla walk powietrznych), F-16 ma nieznacznie lepsze charakterystyki manewrowe, szczególnie wobec Su-27, który osiąga maksymalne przeciążenie tylko 7 g przy 60% pozostałości paliwa wewnętrznego (ze względu na wytrzymałość konstrukcji). Nieco gorszy jest natomiast w manewrach pionowych, ale i tu różnice nie są wielkie. Jak już powiedzieliśmy w MiG-29 większy nadmiar ciągu uzyskano kosztem znacznej redukcji zasięgu i długotrwałości lotu, które to wartości są o ok. 30% mniejsze, niż w przypadku F-16.
W czasie dalszych prób porównawczych prototypów YF-16 i YF-17 oba samoloty wykonały wiele symulowanych walk powietrznych z innymi typami samolotów amerykańskich, głównie F-4, F-106, A-7 i A-37. We wszystkich prowadzonych walkach YF-16 wykazał zdecydowaną przewagę nad każdym z przeciwników, jednocześnie uznano, że wysoka manewrowość pozwala na uniknięcie trafień pociskami odpalanymi z większych odległości. W końcowej fazie prób dokonano porównań obu prototypów ze zdobycznymi egzemplarzami samolotów MiG-17 i MiG-21. Ćwiczebne walki powietrzne z typami również wykazały znacznie lepsze własności manewrowe zarówno YF-16, jak i YF-17.
Oba porównywane samoloty nie walczyły przeciwko sobie, oceny dokonywano jedynie na podstawie wyników walk z innymi typami samolotów. Jednak piloci latający na obu typach mieli okazję do bezpośrednich porównań.
W wyniku porównania obu typów dowództwo USAF uznało YF-16 za lepiej odpowiadający jej wymaganiom. Miał on lepsze charakterystyki manewrowe na prędkościach okołodźwiękowych i na naddźwiękowych, choć jego zwrotność na małych prędkościach była gorsza od konkurenta. YF-16 wykazał zdecydowaną przewagę pod względem zasięgu, a to był bardzo istotny czynnik w czasie wyboru. W czasie jednego z lotów, związanego z ćwiczebną walką z F-4E, Phantom musiał przerwać jej prowadzenie, z powodu kończącego się paliwa. Walkę dokończono z udziałem kolejnego F-4E, który w międzyczasie wystartował z Edwards, podczas gdy YF-16 cały czas pozostawał w powietrzu!
13 stycznia 1975 r. sekretarz sił powietrznych, John McLucas ogłosił decyzję USAF, o wyborze YF-16 do dalszej realizacji w ramach programu ACF. Oznaczało to przyznanie kontraktu na (początkowo) 15 samolotów przedseryjnych, tzw. Full Scale Development (doprowadzenie do postaci operacyjnej) – FSD. Spośród wspomnianych piętnastu, cztery miały zostać wykonane jako dwumiejscowe, szkolno-bojowe. Później zamówienie zmniejszono do sześciu samolotów jednomiejscowych i dwóch dwumiejscowych, gdyż jak się okazało, zakres prób nie był tak duży, jak to początkowo oceniono. Stało się tak, gdyż w toku prób porównawczych zebrano znaczną ilość danych, co do eksploatacji przyszłego F-16.
Po zamówieniach USAF przyszła kolei na konkurs w Europie. Specjalnie dla potrzeb marketingowych General Dynamics planował wysłać drugi egzemplarz YF-16 na Międzynarodowy Salon Lotniczy w Paryżu, który miał się rozpocząć 30 maja 1975 r. Jednak w maju tego roku Neil Anderson doświadczył na nim problemy z podwoziem. Doświadczony pilot zdołał wylądować "na brzuchu" na trawiastej części bazy Carswell w Teksasie, ale samolot został uszkodzony. Uszkodzenia nie były poważne, ale naprawy nie dokonano od razu. W związku z tym do Paryża wysłano pierwszy prototyp YF-16. Pod koniec trwania paryskiego salonu, 7 czerwca 1975 r. cztery państwa europejskie ogłosiły swoją decyzję o zakupie YF-16.
Wspomniana decyzja została podjęta na podstawie analiz podstawowych właściwości trzech konkurentów. Spośród nich F-16 okazał się być najzwrotniejszy (porównywano prędkość kątową w zakręcie ustalonym na wysokości 6000 m przy prędkości okołodźwiękowej Ma=0,92-0,95: YF-16 uzyskał 10,7°/s, Viggen – 6,6°/s, a Mirage F-1M53 – 6,3°/s). Dysponował także lepszym promieniem działania, ku zaskoczeniu wszystkich, jako że był najmniejszym spośród porównywanych samolotów. W profilu "nisko-nisko-nisko" porównywane samoloty uzyskały następujące parametry: YF-16 z sześcioma bombami Mk.82 – 545 km, Mirage F-1M53 z czterema bombami Mk.82 – 515 km, a Viggen z sześcioma bombami Mk.82 – 475 km.
Oba europejskie samoloty dysponowały natomiast możliwością atakowania celów powietrznych spoza zasięgu widzialności wzrokowej, Mirage F-1M53 przy użyciu pocisków Matra R530, a Viggen – Skyflash, w tym ostatnim przypadku wariant AJ.37, dysponujący takimi możliwościami był dopiero opracowywany. Możliwości te zostały jednak zignorowane. Pewien wpływ na tę decyzję miały niedawne (nie w pełni właściwie ocenione) doświadczenia z wojny wietnamskiej.
Podobnie nie brano pod uwagę możliwości w zakresie prędkości maksymalnej. Mirage F-1M53 uzyskiwał Ma=2,2, Viggen – Ma=2,0, a YF-16 – Ma=1,95. Różnice uznano za minimalne, a przeważyły tu najlepsze charakterystyki rozpędzania YF-16 w zakresie prędkości od Ma=0,6 do Ma=1,6, co w walce powietrznej w istocie ma większe znaczenie.
Porównano też charakterystyki startu i lądowania, ale wobec faktu, że samolot miał z założenia działać ze stałych baz, także i ten czynnik miał drugorzędne znaczenie w toku omawianej oceny. Rozbieg w typowej konfiguracji do misji "powietrze-powietrze" wynosił odpowiednio: Viggen – 490 m, YF-16 – 535 m i Mirage F-1M53 – 760 m. Pod względem właściwości lądowania zdecydowanie górował Viggen, dysponujący przy tym dobiegiem zaledwie 640 m (przy wykorzystaniu odwracaczy ciągu). Dobieg Mirage F-1M53 wynosił 760 m (z wykorzystaniem spadochronu hamującego), a dla YF-16, który polegał wyłącznie na hamulcach kół – 800 m.
YF-16 został oceniony najwyżej pod względem łatwości pilotowania (aktywny układ sterowania), widoczności z kabiny, ergonomii (filozofia HOTAS, przejrzysty i wygodny wskaźnik HUD) i ogólnych własności lotnych. Nie bez znaczenia była też najniższa cena tego samolotu.

## F-16CCV
F-16CCV (Control Configured Vehicle) powstał przez przebudowę pierwszego prototypu YF-16 (72-0567). Celem programu było sprawdzenie możliwości wykonywania niestandardowych manewrów przez samolot, z wykorzystaniem aktywnego układu sterowania. Aby było to możliwe pod przednią częścią kadłuba, w miejscu gdzie na wersjach Block 40/42 montuje się zasobniki LANTIRN umieszczono dwie dodatkowe powierzchnie sterowe o obrysie trapezowym, zbliżone do trójkątnego. Jednocześnie w samolocie zainstalowano oprogramowanie analogowego układu sterowania (specjalnie dla niego opracowane), bowiem po zamontowaniu wspomnianych powierzchni stracił on zwykłą stateczność aerodynamiczną. Wspomnianej modyfikacji dokonano jesienią 1975, po powrocie samolotu z salonu paryskiego. W konfiguracji CCV samolot został oblatany 16 marca 1976 przez Davida Thigpena.
W czasie prób sprawdzono uzyskiwanie przez samolot dużych kątów natarcia (do 40°) oraz możliwość kierowania nosa w bok i w płaszczyźnie pionowej, bez zmiany toru lotu samolotu. Przewidywano, że tego rodzaju manewry, mogą znaleźć zastosowanie w manewrowych walkach powietrznych. Ostatecznie jednak nie zdecydowano się na wprowadzanie opracowanych rozwiązań w seryjnych samolotach.
W swoim 29. locie 24 czerwca 1976 F-16CCV został poważnie uszkodzony, w wyniku zgaśnięcia silnika w końcowej fazie podejścia do lądowania. Naprawa zajęła dużo czasu i samolot powrócił do latania dopiero 31 lipca 1977. Po tej dacie F-16CCV wykonał jeszcze 87 lotów doświadczalnych, po czym znów został poważnie uszkodzony w czasie twardego lądowania. Wówczas jednak program opracowania supermanewrowego myśliwca postanowiono kontynuować na innym samolocie doświadczalnym – F-16AFTI. Sam F-16CCV został natomiast wysłany do Wright Patterson, gdzie podjęto na nim prace nad opracowaniem alternatywnego systemu ratowniczego w postaci kapsuły, takiej jak na General Dynamics F-111. W tym celu wykrojono środkową część kadłuba, wstawiając w jej miejsce opracowywaną kapsułę ratowniczą. Samolot już nie latał. Po zakończeniu tych prób samolot niszczał przez pewien czas w bazie Wright Patterson, ale ostatecznie została mu przywrócona pierwotna postać, po czym YF-16 ustawiono jako pomnik w Hampton.

## F-16A i F-16B Full Scale Development
Budowę pierwszego F-16A FSD podjęto w grudniu 1975 r., gdy po rozbudowie zakładów w Fort Worth przygotowano odpowiednio oprzyrządowanie do produkcji seryjnej. Zakłady dostosowano do produkcji aż 40 samolotów miesięcznie, choć nigdy tych możliwości nie wykorzystano w pełni, pomimo zbudowania w Fort Worth ponad 3500 samolotów F-16 (pozostałe maszyny zbudowano na licencji w Europie i w Azji).
Samoloty F-16A/B FSD reprezentowały już standard produkcyjny pod względem płatowca i silnika, natomiast pozostałe wyposażenie było na nich stopniowo integrowane. W wyniku zmian struktury płatowca i dodania docelowego wyposażenia masa własna samolotu wzrosła z 6175 kg na prototypie YF-16 do 7185 kg na pierwszej wersji seryjnej F-16A i F-16A FSD z zamontowanym pełnym wyposażeniem. Wspomniana masa własna nie obejmuje paliwa, ale wliczono tu amunicję do działka (512 sztuk, 130 kg) i dwa pociski AIM-9E Sidewinder (180 kg). Warto przypomnieć, że YF-16 nie miał żadnego uzbrojenia, a na końcach skrzydeł przenosił makiety pocisków AIM-9.
Właśnie ze względu na przewidywany wzrost masy własnej dokonano pewnych zmian struktury płatowca. Nie została ona w istotny sposób wzmocniona, gdyż YF-16 projektowano z myślą o większej masie własnej i startowej. Natomiast aby zachować niskie obciążenie powierzchni płata został on poszerzony bez zmiany rozpiętości, tak że powierzchnia nośna wzrosła z 26,05 m² do 27,91 m². Nie w pełni zrekompensowało to przyrost masy, bowiem dla YF-16 obciążenie powierzchni nośnej (przy masie własnej) wynosiło ok. 237 kg/m², a dla F-16A – 257,5 kg/m². Dla porównania, ten sam parametr dla Mirage F-1M53 wynosił ok. 305 kg/m².
Kolejne zmiany struktury płatowca dotyczyły części nosowej. Wynikało to z faktu, że USAF ostatecznie zdecydował się na zamontowanie prostego radiolokatora wielofunkcyjnego, w miejsce jeszcze prostszego radiolokatora "powietrze-powietrze". Pierwotnie planowano, że będzie to najprostsza stacja wzorowana na Emerson AN/APQ-159 z samolotu F-5E/F, przystosowana jedynie do wykrywania celów powietrznych z małych odległości. Tymczasem radiolokator Westinghouse F-16 Radar (WX-50), oznaczony w USAF AN/APG-66, miał nieco większe możliwości. Była to już stacja impulsowo-dopplerowska, z możliwością obserwacji nie tylko celów powietrznych na średnich i dużych wysokościach, ale także na tle ziemi.
By umieścić AN/APG-66 w nosowej części samolotu nieznacznie powiększono średnicę przedniej części kadłuba, wydłużając ją jednocześnie o 0,34 m. Nosowa część została przekonstruowana, wprowadzono możliwość otwierania dielektrycznej osłony na bok, by umożliwić dostęp do radiolokatora. Długość kadłuba wzrosła w związku z zamontowaniem radiolokatora z 14,75 m do 15,09 m. Wydłużenie nosowej części kadłuba wpłynęło na obniżenie stateczności kierunkowej, problem ten rozwiązano nieznacznie powiększając powierzchnię statecznika pionowego, poprzez zwiększenie jego wysokości. Jednocześnie powiększono też powierzchnię podkadłubowych płetw ustateczniających.
Kolejną zmianą związaną z dostosowaniem struktury konstrukcyjnej samolotu było umieszczenie na wszystkich samolotach FSD działka General Electric M61A Vulcan z zapasem 512 naboi (w seryjnych F-16 zapas wynosił 515). Naboje znalazły się w bębnie amunicyjnym, umieszczonym w kadłubie, za kabiną pilota. Samo działko zaś umieszczono u nasady lewego skrzydła, w jego przykadłubowej części. Wylot luf działka osłonięto żaroodpornymi elementami.
Przy okazji dokonano też innych zmian. Między innymi dwuczęściową osłonę wnęki przedniego podwozia zastąpiono prostszą, jednoczęściową. Na obu prototypach samolotu stosowano fotel katapultowy ESCAPAC, na samolotach F-16A/B FSD został zastąpiony lżejszym Stencel SIIIS, oba typy były klasy "0-0", umożliwiając katapultowanie z powierzchni ziemi, przy zerowej prędkości. Osłona kabiny została wzmocniona tak, by wytrzymać zderzenie z 2 kg ptakiem przy prędkości do 650 km/h. I wreszcie najważniejsza zmiana – wszystkie samoloty F-16A FSD i F-16B FSD zostały wyposażone w oprogramowanie układu aktywnego sterowania, a po zamontowaniu wyposażenia stały się one statycznie niestateczne. Układ sterowania był trzykrotnie zdublowany (cztery niezależne systemy), gdyż po rozstatecznieniu samolotu nie mógł on już być pilotowany w klasyczny sposób. Takie same analogowe systemy aktywnego sterowania montowano na pierwszych samolotach seryjnych, do F-16A/B Block 15 włącznie.
W YF-16 i w F-16 FSD (a później też na seryjnych samolotach) wykorzystano gotowe elementy pochodzące z innych typów. Uczyniono tak, by do minimum zmniejszyć koszty opracowania samolotu, gdzie się więc tylko dało wprowadzano gotowe rozwiązania. I tak: koło i ogumienie przedniego podwozia pochodziło z samolotu B-58 Hustler (który na przedniej goleni miał takie koła dwa, a YF-16 – jedno), pomocnicza jednostka zasilająca (APU) pochodziła z samolotu Concorde, pierwszy typ fotela katapultowego z YF-16 zaadaptowano z samolotu A-4 Skyhawk, w samolotach seryjnych użyto fotela ACES II, standardowego dla samolotów USAF od połowy lat 70., odbiornik ciśnień powietrza – s SR-71, a system zamykania i otwierania kabiny – z X-24. Najciekawszy element zaczerpnięto z General Dynamics F-111. Były to bowiem elektryczne mechanizmy wykonawcze, do otwierania drzwi komory bombowej. W F-16, po odpowiednim dostosowaniu, użyto ich jako mechanizmów wykonawczych wychylania klap przednich, tylnych i steru kierunku. Wymienione powierzchnie sterowe są bowiem wychylane przy pomocy elektrycznych mechanizmów wykonawczych, a jedynie statecznik poziomy dysponuje siłownikami hydraulicznymi, oddzielnymi dla obu jego połówek (mogą być wychylane różnicowo).
W F-16 FSD zakres wykorzystania gotowych elementów jeszcze rozszerzono. Przednie koło i jego ogumienie pochodziło teraz z samolotu F-4 Phantom, system sterowania przednią golenią ułatwiający kołowanie zaadaptowano z samolotu T-39 Jetliner, elementy instalacji tlenowej z F-5E, system rejestracji parametrów lotu – z samolotu A-10A, wskaźnik przezierny (HUD) AN/AVQ-29 z samolotu A-7D. Większość wymienionych elementów została odpowiednio dostosowana i produkowana dla seryjnych F-16.
Pierwszy samolot F-16A FSD (75-0745) został oblatany w Fort Worth przez Neila Andersona 8 grudnia 1976 r. Pierwszy egzemplarz F-16 FSD posłużył do prób osiągów samolotu, prób zachowania się jednostki napędowej w różnych warunkach lotu, prób flatteru i ogólnych własności pilotażowych. Później samolot ten przebudowano na doświadczalny prototyp F-16F101, z silnikiem General Electric. Po zakończeniu prób znalazł się on w [Wright Patterson], gdzie został ustawiony jako pomnik.
Drugi samolot F-16A FSD oblatany jeszcze w grudniu 1976 r., posłużył do prób wytrzymałościowych, a następnie do prób pomiaru osiągów w różnych konfiguracjach. Nie budowano typowego egzemplarza do prób wytrzymałościowych, Poszczególne elementy struktury były wytrzymałościowo sprawdzane oddzielnie, do pełnego zniszczenia. W wyniku prób dokonano pewnych zmian już w czasie budowy prototypu. Natomiast próby wytrzymałości do nieco większych od dopuszczalnych wartości przeprowadzono właśnie na drugim egzemplarzu F-16A FSD (75-0746). Po zakończeniu programu prób w powietrzu samolot powrócił do pełniejszych prób statycznych i wytrzymałościowych, w tej roli jest on używany w Fort Worth do dziś.
Trzeci egzemplarz samolotu F-16A FSD został oblatany już w 1977 r. Po raz pierwszy otrzymał on pełne wyposażenie awioniczne, w tym radiolokator AN/APG-66, który dostarczono w dwa miesiące po oblataniu samolotu. Został on na nim następnie zamontowany i próby kontynuowano. Był on używany do prób systemów nawigacyjnych i kierowania ogniem (ale bez faktycznego użycia uzbrojenia), a także do testów wibracji, akustycznych i elektromagnetycznych, oraz ich wpływu na systemy awioniczne samolotu. Później, o czym będzie jeszcze mowa, samolot ten przebudowano na dwumiejscową (dodano drugą kabinę) odmianę F-16XL Scamp. Obecnie w takiej konfiguracji jest używany przez NASA.
Czwarty samolot F-16A FSD miał także zamontowany komplet urządzeń awionicznych i systemu uzbrojenia, w związku z czym posłużył do prób własności lotnych przy docelowym obciążeniu i wyważeniu. Jednocześnie kontynuowano na nim próby systemów nawigacyjnego i kierowania ogniem. Na tym egzemplarzu przeprowadzono też pierwsze testy zrzutu uzbrojenia (i niekierowanych odpaleń pocisków rakietowych AIM-9E Sidewinder). Po zakończeniu cyklu prób przez pewien czas egzemplarz ten był zmagazynowany, obecnie ustawiono go jako pomnik w Akademii Sił Powietrznych w Colorado Springs.
Piątego F-16A FSD użyto początkowo także do prób zrzutu uzbrojenia, ale ostatecznie latał on niewiele. Wykorzystano go bowiem do prób zmęczeniowych, prowadzonych w Fort Worth od lata 1977 r. do lata 1978 r. Samolot umieszczono na specjalnym stanowisku, gdzie ponad 100 siłowników hydraulicznych symulowało obciążenia różnych elementów struktury płatowca, odpowiadające obciążeniom w czasie lotu. Praca siłowników była sterowana przez komputer, według założonego programu. Program symulował obciążenia typowe dla zwykłych manewrów w locie, dla startu i lądowania (w tym obciążenie udarowe, przenoszone przez podwozie na strukturę płatowca w czasie lądowania), ale także dla walk powietrznych z ostrym manewrowaniem z przeciążeniami do 10 g. Do lata 1976 r. na samolocie tym przeprowadzono 16 000 godzin symulowanych godzin lotu, dwukrotnie więcej, niż resurs seryjnych płatowców. Przekraczano też ograniczenia eksploatacyjne (dopuszczalne przeciążenie 9 g), ale zakładano, że w jednostkach może także dojść do przekraczania przeciążeń przez niedoświadczonych pilotów. Jednak po rozebraniu struktury płatowca okazało się, że pojawiły się na nim pęknięcia, a firma założyła, że samolot przejdzie próbę bez uszkodzeń. Fakt ten natychmiast podchwyciła prasa, która zaczęła atakować General Dynamics za zbudowanie "niebezpiecznego" samolotu. Pomijano przy tym fakt, że pęknięcia wystąpiły po cyklu prób dwukrotnie przekraczającym zwykły resurs płatowca.
Pod wpływem prób zmęczeniowych dokonano przeprojektowania struktury. Niektóre centralne wręgi kadłubowe, do których mocowano dźwigary skrzydeł, zostały pogrubione, w innych miejscach struktury dodano ukośne wzmocnienia z blachy duraluminiowej. Zmiany te nie pociągały za sobą znaczącego wzrostu masy, zostały więc szybko wprowadzone na liniach produkcyjnych, począwszy od 1979 r. Część pierwszych F-16A opuściła wytwórnie bez tych wzmocnień, ale w toku remontów były one odpowiednio modyfikowane (choć nie można już było wymienić wręg kadłubowych na grubsze, zastosowano więc inne, dodatkowe wzmocnienia).
Po zakończeniu prób wytrzymałościowych piąty F-16 FSD został praktycznie odbudowany od podstaw, powstał z niego drugi (jednomiejscowy) egzemplarz F-16XL. Po zakończeniu prób w tej postaci maszyna trafiła do NASA, gdzie jest sporadycznie używana do dziś.
Szósty samolot F-16A FSD (ostatni jednomiejscowy) po oblataniu trafił na testy klimatyczne, prowadzone przez specjalny ośrodek w Eglin na Florydzie. Po ich zakończeniu został przebudowany na F-16AFTI (omówiony dalej), a obecnie jest nadal używany – posłużył do testów siłowników elektrycznych układu sterowania samolotu JSF.
Siódmy i ósmy F-16 FSD były pierwszymi, dwumiejscowymi samolotami szkolno-bojowymi. Kadłub wersji dwumiejscowej nie uległ zmianie w stosunku do odmiany jednomiejscowej (nie został przedłużony). Miejsce dla drugiej kabiny wygospodarowano kosztem zmniejszenia pojemności zbiornika paliwowego o 689 dm³, co wpłynęło na spadek zasięgu o ok. 15%. Pojemność wewnętrznych zbiorników paliwa zmniejszyła się z 3986 dm³ do 3297 dm³. Poza tym samolot zachował pełne możliwości bojowe wersji jednomiejscowej, z identycznym wyposażeniem, systemem kierowania ognia i uzbrojeniem.
Pierwszy dwumiejscowy F-16B FSD został oblatany przez Neila Armstronga i Phila Oestrichera 8 sierpnia 1977 r. w Fort Worth. 3 czerwca został oblatany drugi F-16B FSD, ostatni samolot Full Scale Development. Oba samoloty dwumiejscowe zostały użyte do prób związanych z obsługą techniczną Sprawdzono przy tym niezawodność samolotów, a także opracowano odpowiednie instrukcje obsług technicznych, bieżących i okresowych. W późniejszym okresie na pierwszym F-16B zastosowano powiększone usterzenie poziome, przeznaczone dla samolotów F-16A/B Block 15. Po zakończeniu prób samolot ten został ustawiony jako pomnik w Edwards. Natomiast drugi F-16B FSD został później przebudowany na prototyp F-16/79. Po zakończeniu programu F-16/79 egzemplarz ten wrócił do wytwórni, gdzie prowadzono na nim badania różnych elementów wyposażenia i technologii, które mogłyby znaleźć zastosowanie w misjach CAS (Close Air Support – bezpośredniego wsparcia lotniczego) i w zwalczaniu celów naziemnych w głębi ugrupowania przeciwnika. Obecnie egzemplarz ten jest zmagazynowany w Fort Worth, wciąż w stanie nadającym się do lotu.
Warto zwrócić uwagę na fakt, że w toku prób F-16 nie rozbił się żaden samolot. Jedynym poważniejszym incydentem było lądowania na brzuchu YF-16, po którym nie wrócił on już do latania. Wypadki zaczęły się dopiero na samolotach seryjnych, ale te wynikały głównie z intensywnej eksploatacji tych maszyn. Należy pamiętać, że F-16 nie latały "po prostej", lecz były często wykorzystywane do forsownych walk powietrznych, w lotach na bardzo małej wysokości, w lotach nad morzem i z zastosowaniem uzbrojenia.

## F-16B-2
Po zakończeniu programu F-16/79 i przebudowie drugiego F-16B FSD ponownie pod kątem zastosowania silnika F100-PW-200, podjęto na tym egzemplarzu program F-16B-2, zmierzający do zwiększenia możliwości samolotu w zwalczaniu celów naziemnych, co ostatecznie zaowocowało powstaniem F-16C/D Block 40/42. Program F-16B-2 został podjęty w 1981 r., równocześnie z początkiem opracowania zasobników LANTIRN.
Samolot F-16B-2 został początkowo wyposażony w elementy zasobników LANTIRN, w tym w sterowane urządzenie do obserwacji w podczerwieni Martin Marietta Falcon Eye, zastosowane później (w zmodyfikowanej postaci) w zasobniku nawigacyjnym systemu LANTIRN. Dodatkowo w stacji radiolokacyjnej F-16B-2 wprowadzono oprogramowanie TERPROM (TERrain PROphile Matching – dopasowywanie profilu terenu – do biblioteki danych), umożliwiającym prowadzenie precyzyjnej nawigacji za pomocą stacji radiolokacyjnej. Później na F-16B-2 testowano też różne zasobniki nawigacyjne i celownicze, w tym brytyjski GEC-Marconi Atlantic i Martin Marietta Pathinder (zubożona wersja nawigacyjnej części LANTIRNA). Na samolocie F-16B-2 testowano też ostateczną postać zasobników LANTIRN, zmiana ta została zastosowana właśnie na samolotach Block 40/42.
W toku późniejszych prób, już w latach 90., kabinę F-16B-2 dostosowano do wykorzystania gogli widzenia nocnego (NVG). Ostatecznie próby F-16B-2 zakończono w połowie lat 90. i samolot trafił do składnicy w Fort Worth w 1996 r.

## F-16C
Jednomiejscowa wersja z silnikiem F110-GE-129 lub F100-PW-220, ulepszoną awioniką, radarem AN/APG-68 i dodaną płetwą przed statecznikiem pionowym. Bloki 25,30/32,40/42,50/52.

## F-16D
Dwumiejscowa wersja F-16C

## F-16E

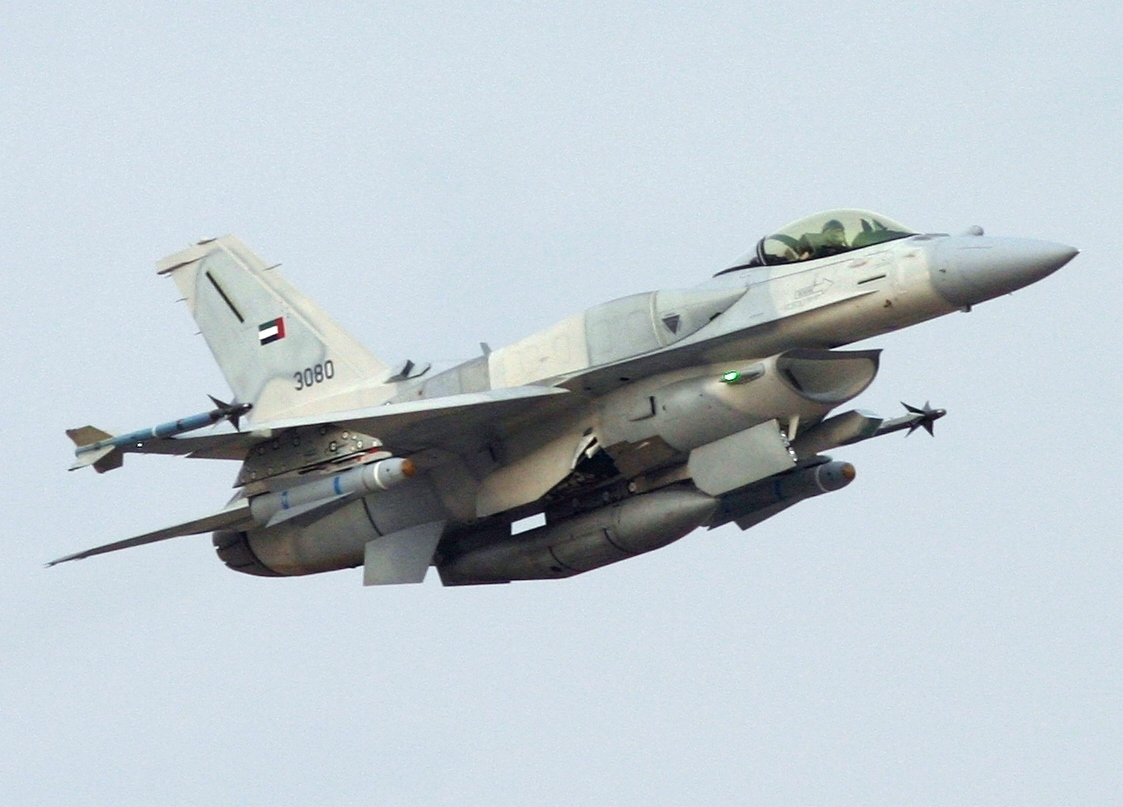
F-16E Desert Falcon

Oznaczenie dla samolotów wersji Block 60 Desert Falcon wyeksportowanych do Zjednoczonych Emiratów Arabskich. System celowniczy/FLIR Northrop Grumman AN/ASQ-28 IFTS, radar AESA Northrop Grumman AN/APG-80, silnik F110-GE-132, system samoobrony ALQ-165.

## F-16F
Dwumiejscowa wersja F-16E

## F-16V
Oznaczenie Lockheed Martina dla modernizacji i nowych samolotów w wersji Block 70, nawiązuje do przydomka Viper. Następca F-16C/D oferowany przez producenta na eksport jako alternatywa dla Lockheed Martin F-35 Lightning II. Samolot został oblatany 16 października 2015 roku. W razie zainteresowania linia montażowa zostanie przeniesiona z Fort Worth do Greenville w stanie Karolina Południowa lub Bangalore w  Indiach jeśli te kupią 200 F-16 w trwającym postępowaniu na  lekki myśliwiec. Nowymi samolotami zainteresowane są też Bahrajn i Słowacja.
W 2017 roku podpisano umowę w sprawie modernizacji wszystkich F-16A/B posiadanych przez wojska lotnicze Republiki Chińskiej do standardu V. Prace prowadzi tajwańskie przedsiębiorstwo państwowe AIDC we współpracy z Lockheedem Martinem. Odbiór pierwszego F-16V nastąpił 19 października 2018 roku. Modernizacją do wersji V zainteresowana jest także Grecja.

## F-16ADF
Wersja przekazana Gwardii Narodowej, F-16A/B z ulepszoną awioniką

## F-16N
Jednomiejscowa wersja dla Marynarki Wojennej Stanów Zjednoczonych o wzmocnionej konstrukcji (dolne węzły mocowania skrzydeł do kadłuba wymieniono na tytanowe). Przeznaczony do symulowania przeciwnika w walce powietrznej. Powstał w wyniku przebudowy 22 sztuk F-16C

## TF-16N
4 sztuki F-16D z identycznymi modyfikacjami jak w F-16N

## RF-16C/F-16R (Reece)
Różne państwa podjęły stosowanie F-16 w roli samolotu rozpoznawczego. Na samolotach holenderskich, należących do 306. Dywizjonu wprowadzono możliwość podwieszania zasobników Orpheus, używanych poprzednio na samolotach F-104G, należących do tej samej jednostki. Zasobnik miał pięć aparatów fotograficznych TA-8M i liniowy skaner podczerwony firmy Honeywell. Jeden z nich zamontowano skośnie do przodu, trzy zaś wykonywały "płaszczyznę" – ujęcia pionowego i dwóch skośnych na boki, z wzajemnie nakładającym się polem widzenia. Ostatni aparat wyposażono w obiektyw do zdjęć panoramicznych na małej wysokości. Zasobnik ten wykorzystywano głównie w dzień, ale także w nocy, z użyciem wyłącznie skanera podczerwieni. Zasobniki te są używane do dziś.
Inną modyfikacją rozpoznawczą są duńskie F-16A, na których wyposażenie rozpoznawcze również montuje się w zasobniku. Zasobnik został zbudowany w oparciu o wyposażenie zdemontowane z duńskich rozpoznawczych Drakenów, wycofanych z uzbrojenia w 1994 r. Łącznie w ten sposób powstało sześć zasobników, używanych w Skrydstrup, w 727. Dywizjonie. W zasobniku, opracowanym przez duńską firmę Per Udsen znalazły się trzy amerykańskie aparaty KS-87B i liniowy skaner podczerwony. Jednocześnie w Stanach Zjednoczonych opracowano specjalne widikony (elementy optyczne kamery wideo), które po zamontowaniu w miejsce kaset z klasycznym filmem mogą rejestrować wyniki rozpoznania na taśmie wideo. System ten wykorzystuje istniejące obiektywy aparatów KS-87B.
Poza Danią, kilka zasobników Per Udsen wykorzystuje też lotnictwo Belgii. Zasobniki te powstały w oparciu o sprzęt dostarczony ze Stanów Zjednoczonych, ale faktycznie nie różnią się od duńskich.
Wersja rozpoznawcza F-16 powstała też w Stanach Zjednoczonych. W połowie lat 80. Opracowano tu zasobnik rozpoznawczy, podwieszany pod kadłubem samolotu. Wykorzystywał on kamery wideo i układ transmisji danych na stanowisko naziemne. Dla potrzeb tego zasobnika przebudowano jeden samolot F-16D Block 25, który został z zasobnikiem oblatany w czerwcu 1986 r. Jednak pomimo pomyślnych prób, samolot nie został wprowadzony do uzbrojenia. Uważano wówczas, że rozpoznanie lotnicze zostanie całkowicie zastąpione satelitarnym.
Do sprawy powrócono po operacji Pustynna Burza, gdy okazało się, że rozpoznanie satelitarne musi być uzupełnione lotniczym. W połowie lat 90. Opracowano więc nowy zasobnik rozpoznawczy znany jako TARS (Tactical Air Reconnaissance System). Zasobnik zawiera aparaty KS-87B z elementami wideo w miejsce klasycznych kaset z filmami (modyfikacji dokonała duńska firma Per Udsen) oraz opracowany w firmie Lockheed Martin system wideo do wykonywania precyzyjnych zdjęć ze średniej wysokości. Ponadto na pokładzie zasobnika zamontowano cyfrowy system rejestracji danych z rozpoznania. Jednocześnie opracowano też specjalny moduł naziemny, do analizy danych z rozpoznania. Po pomyślnych próbach prowadzonych w latach 1995-1996 i praktycznym sprawdzeniu w lotach nad Bośnią w 1996 r. (przez samoloty ze 149. Skrzydła Myśliwskiego Gwardii Narodowej) zamówiono dwadzieścia zasobników i pięć stacji naziemnych, które mają trafić do pięciu skrzydeł Gwardii Narodowej. Dostawy rozpoczęły się w 1999 r. i zostały zakończone w 2000 r. Obecnie pięć jednostek ANG używa wspomnianych zasobników.
Ciekawy system rozpoznawczy przeznaczony dla F-16 powstał w Izraelu. Jest to system Elta EL/M-2060P, wprowadzony do uzbrojenia w 1999 r. Zasobnik zawiera precyzyjną stację radiolokacyjną obserwacji bocznej, pracującą z wykorzystaniem syntetycznej apertury podnoszącej rozdzielczość oraz system transmisji danych na stanowisko naziemne w czasie rzeczywistym. Jest to więc swego rodzaju "mini-joint-stars".

## FS-X

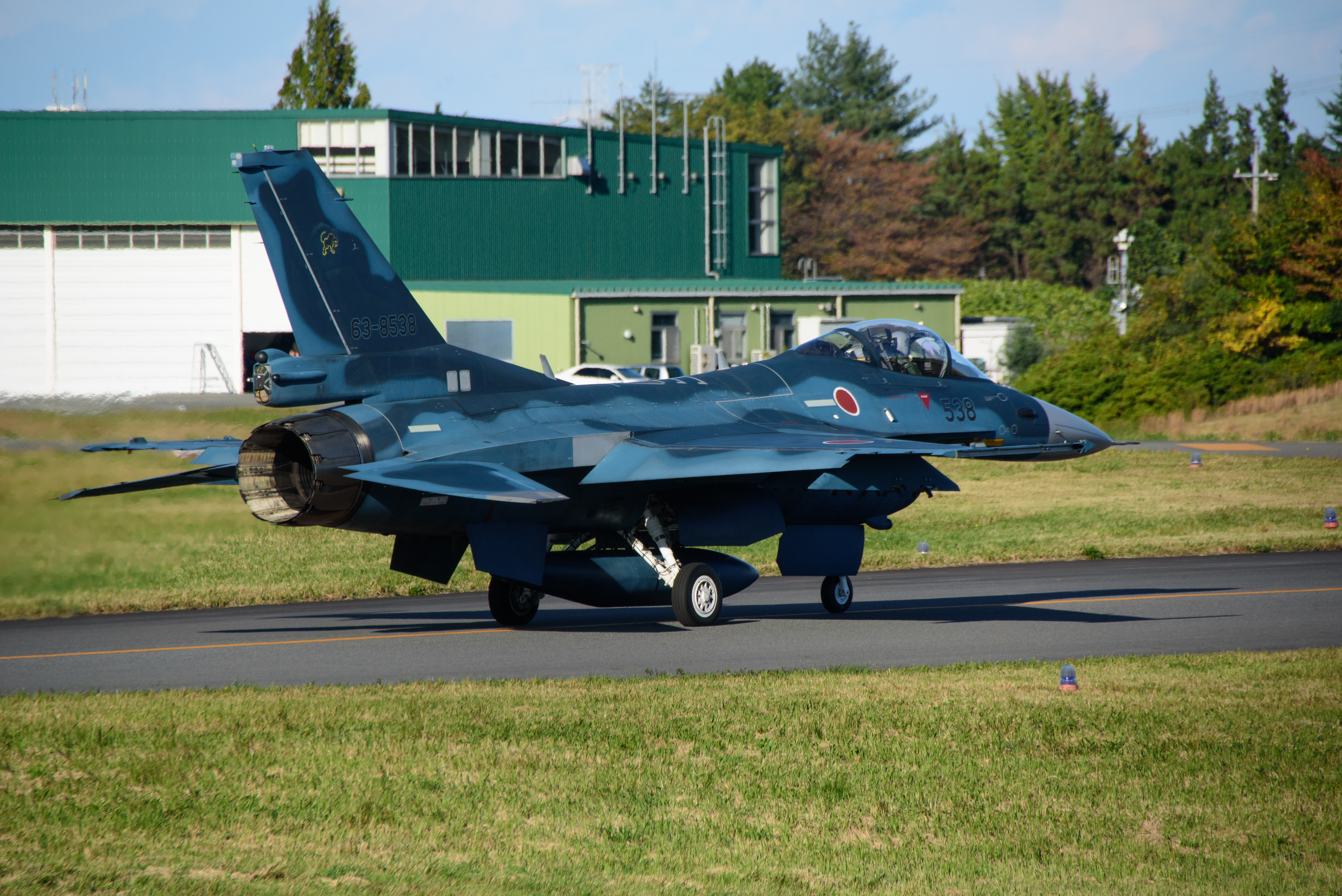
Mitsubishi F-2

Zmodyfikowana wersja produkowana przez koncern Mitsubishi w Japonii (oznaczona F-2).

## F-16/79
W lutym 1977 r. nowy prezydent Stanów Zjednoczonych Jimmy Carter ogłosił zmienione zasady polityki eksportu broni. W myśl tych zasad uzbrojenie przeznaczone na eksport, szczególnie do państw nie-NATOwskich, miało zostać zubożone, w stosunku do oryginalnego amerykańskiego. Tak powstała eksportowa odmiana F-16, a głównym elementem jej "zubożenia" było zastosowanie starszego silnika jednoprzepływowego General Electric J79-GE-17X (J79-GE-119), podobnego do tego stosowanego na samolotach F-104 i F-4. Był to jedyny F-16, napędzany jednoprzepływowym silnikiem.
Prototyp tej wersji, oznaczonej F-16/J79, powstał poprzez przebudowę drugiego egzemplarza dwumiejscowego, F-16B FSD (75-0752). Główną różnicą było zamontowanie nowego silnika, które wymusiło przedłużenie kadłuba do tyłu o ok. 40 cm (silnik był większy od F100) oraz zamontowanie ważących ponad 900 kg ekranów termicznych. Jednoprzepływowy silnik emitował bowiem znacznie więcej ciepła, grożąc uszkodzeniem pokrycia.
Samolot został oblatany 29 października 1980 r., wykazując znacznie gorsze własności lotne, niż "zwykły" F-16. Oferowano go ok. 20 krajom, w tym Austrii, Jordanii, Malezji, Nigerii, Singapurowi, Tajwanowi, Tajlandii i Wenezueli. Jak się jednak można było spodziewać, maszyna nie znalazła nabywców, choć część z wymienionych państw otrzymała później "zwykłe" F-16. Jeszcze w 1980 r. Carter zmienił swoją wcześniejszą decyzję, i samolot wkrótce przebudowano z powrotem pod kątem zastosowania silnika F100-PW-200.

## F-16/101
Znacznie bardziej udaną modyfikacją był samolot F-16/101, wyposażony w silnik General Electric F101-GE-100, dostosowany częściowo do napędu samolotu myśliwskiego. Silnik ten pochodził z bombowca B-1 Lancer, a jak wiemy – powstał z jednoprzepływowego YJ101-GE. Silnik F101 dawał ciąg 66,72 kN bez i 115,0 kN z dopalaniem. Pod kątem zastosowania tego silnika przebudowano pierwszy egzemplarz F-16A FSD (75-0745). Z nowym silnikiem maszyna została oblatana 19 grudnia 1980 r., pod oznaczeniem F-16/101.
Samolot wykazywał znacznie lepsze własności lotne, niż oryginalne F-16A, zwłaszcza, że pierwszy F-16A FSD miał mniejszą masę, niż seryjne F-16A, a silnik F101 miał większy ciąg, niż F100. W początkowej fazie prób doświadczono jednak problemów z wyciekami paliwa ze zbiorników wewnętrznych na samolocie. Przyczynę szybko odkryto – była nimi inna częstotliwość wibracji, wytwarzanych przez inny silnik. Problem ten więc szybko rozwiązano. Program F-16/101 zakończono w lipcu 1981 r., po wykonaniu na samolocie 57 lotów. Próby te utorowały drogę do zastosowania silników F110 na samolotach F-16C/D Block 30.

## F-16 AFTI

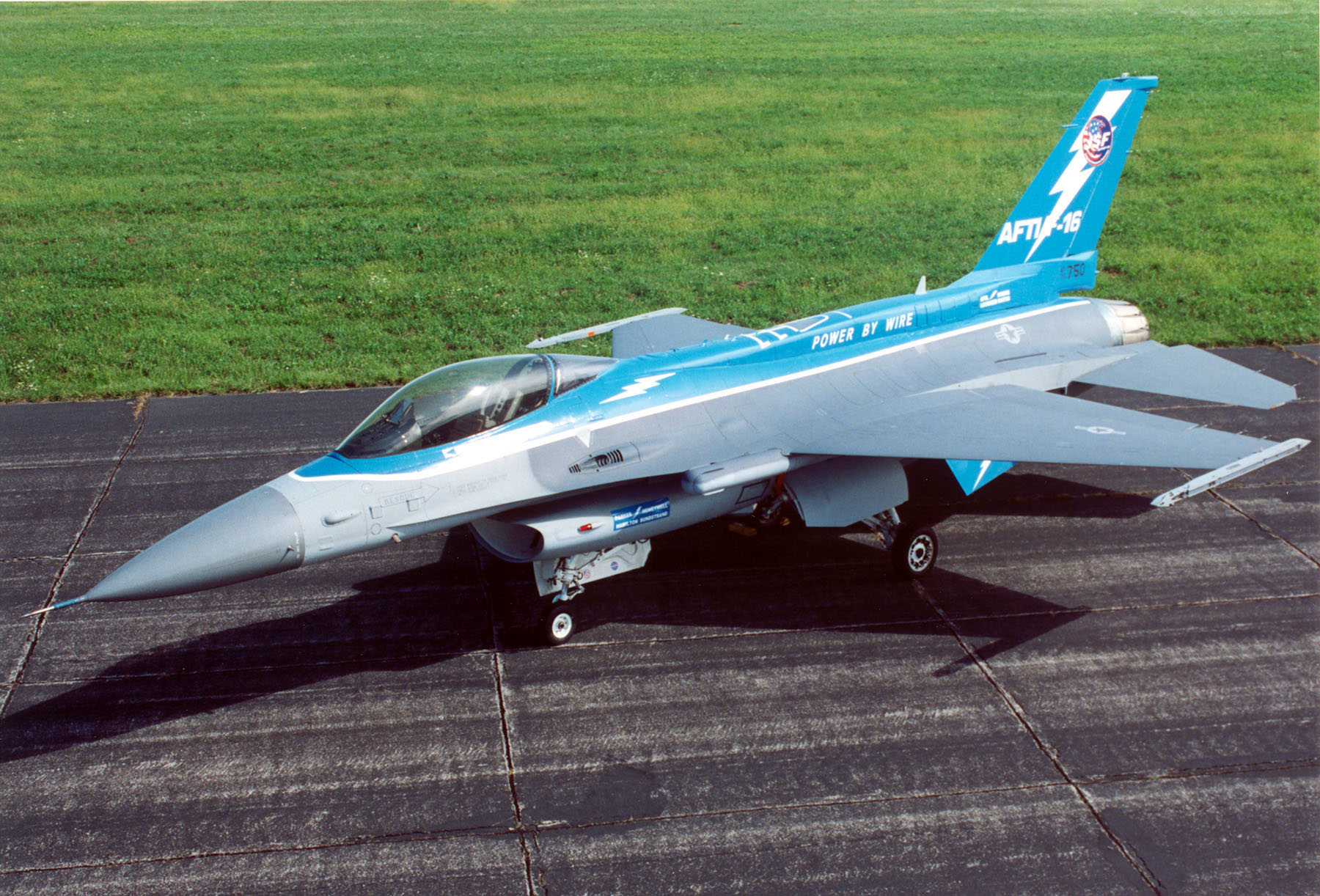
F-16 AFTI

Wersja eksperymentalna przeznaczona do badań stateczności

## NF-16A AFTI

### Faza I i II
Po praktycznym zużyciu (poza intensywną eksploatacją – dwa poważne uszkodzenia) samolotu F-16CCV, rozszerzone próby wysokiej manewrowości i nowych elementów wyposażenia postanowiono kontynuować na szóstym F-16A FSD, którego modyfikacje poszły dalej, niż w przypadku F-16CCV.
Przede wszystkim samolot otrzymał wzmocnione skrzydło i – po raz pierwszy, cyfrowy, aktywny układ sterowania. Obie te zmiany zostały następnie wprowadzone na seryjnych samolotach F-16C/D Block 25. Program AFTI – Advanced Fighter Technology Integration – zintegrowanie najnowocześniejszych technologii dla myśliwca, został podjęty w grudniu 1978 r. Jak widać z nazwy programu, nie chodziło tylko o przebadanie zwiększenia możliwości manewrowania samolotu, ale także o zastosowanie nowych elementów wyposażenia radioelektronicznego, przydatnego w taktycznym samolocie bojowym.
Zewnętrznie samolot zmodyfikowano umieszczając w nim dodatkowe powierzchnie sterowe pod wlotem powietrza do silnika (były to zresztą elementy zdemontowane z wycofanego F-16CCV), a na grzbiecie kadłuba pojawił się charakterystyczny "garb", który miał posłużyć do umieszczenia dodatkowego wyposażenia radioelektronicznego, planowanego do zastosowania w kolejnych fazach programu. Podobny "grab" znalazł później zastosowanie w izraelskich F-16D, dostosowanych do prowadzenia walki radioelektronicznej.
Sponsorem badań w ramach programu AFTI, poza siłami powietrznymi, była też NASA, która planowała zastosować opracowywane technologie także w swoich programach (cyfrowy układ sterowania miał być też zastosowany w wahadłowcu kosmicznym, do czego faktycznie doszło).
Aktywny układ sterowania DFCS – Digital Flight Control System, otrzymał oprogramowanie typowe dla przyszłych F-16C/D Block 25, ale uzupełniono je o element Automated Maneuvering Attack System (AMAS), umożliwiający wykonywanie manewrów odchylenia nosa samolotu od osi toru lotu. Był to system o identycznych możliwościach, jak ten stosowany na F-16CCV, jedyną różnicą było wykorzystanie technologii cyfrowych, w miejsce analogowych. System ten został odpowiednio zdublowany i wyposażony w automatyczny układ przełączania na zapasowy układ, w przypadku wykrycia awarii pierwszego. Wzorem późniejszych F-16C/D został on dwukrotnie zdublowany (trzy niezależne systemy, stosowane na "cyfrowych" Fly-By-Wire Block 25 i wyższych, w miejsce czterech systemów analogowych, znanego z F-16A/B).
W tej postaci samolot został oblatany 10 lipca 1982 r. przez fabrycznego pilota Alexa V. Wolfe'a. Po krótkim cyklu prób fabrycznych w Fort Worth NF-16A AFTI przeleciał do Edwards gdzie przekazano go do Dryden Test Center, należącego do NASA. Próby w pierwotnej postaci trwały do lipca 1983 r., była to tzw. phase I. Obejmowały one przede wszystkim próby pilotażowe, jeszcze bez prób odchylania nosa w bok od toru lotu.
Phase II rozpoczęto w 1983 r. Do tego czasu dopracowano już AMAS, mógł on zostać zastosowany na samolocie. Ponadto u nasady skrzydła umieszczono początkowo makietę, a później rzeczywiste urządzenie do obserwacji celów w podczerwieni. W toku prób fazy drugiej dokonywano różnych zmian w kabinie, stosując kilka odmiennych wskaźników projekcji czołowej HUD, a także czułe na dotyk ekrany projekcji wewnętrznej (HDD). Jednym z najciekawszych urządzeń, testowanych w tej fazie prób, był Voice-Controlled Interactive Device (VCID); urządzenie opracowane przez firmę Lear-Siegler. Służyło ono do zmiany ustawień elementów systemu nawigacyjnego samolotu przy pomocy głosu pilota, rozpoznając początkowo 32 słowa, później bibliotekę poszerzono do 256 słów. Początkowo nie zdecydowano się, na użycie urządzenia do przełączania elementów systemu kierowania ogniem (docelowo planowano takie rozwiązanie), ani do przełączania urządzeń, mających znaczenie dla bezpieczeństwa lotu. Uważano, że zastosowanie takiego urządzenia w walce powietrznej ułatwi jej prowadzenie, gdyż pilot nie musiałby zajmować się ręcznym przełączaniem zakresów pracy elementów systemu kierowania ogniem. W praktyce jednak okazało się ono nieprzydatne, gdyż żaden pilot nie był w stanie normalnie mówić przy przeciążeniu ponad 5 g, a wówczas urządzenie nie było w stanie rozpoznać zniekształconego głosu. Ostatecznie więc z niego zrezygnowano.
Próby w ramach fazy drugiej prowadzono do połowy 1987 r., po czym dalsze próby ukierunkowano na stworzenie samolotu zdolnego do bezpośredniego wsparcia wojsk lądowych (CAS – Close Air Support).

### Faza III i IV
W ramach przygotowania do III fazy prób programu AFTI, prowadzonych równolegle z przygotowaniem wersji A-16, a później F/A-16, samolot przebudowano do konfiguracji NF-16A AFTI/CAS. Z samolotu ostatecznie usunięto dodatkowe powierzchnie sterowe, a radiolokator AN/APG-66 został wymieniony na AN/APG-68, pochodzący z F-16C/D. Przed kabiną pilota zamontowano urządzenia elektrooptyczne pochodzące z zasobników LANTIRN (obok podobnych kamer termowizyjnych, nadal zamontowanych u nasady obu płatów), a system nawigacyjny samolotu uzupełniono o GPS. W tej postaci samolot testowano w latach 1988-[1992], badając możliwości ataku uzbrojeniem kierowanym laserowo (w 1988 r.), nocnego nawigowania nad terenem przeciwnika (1988-1989), autonomicznego poszukiwania i zwalczania celów bez ich wzrokowej widoczności w dzień (1989-1991) i podobnych możliwości w porze nocnej (1989-1992).
W 1991 r. samolot po raz kolejny przebudowano, wkraczając w fazę czwartą programu AFTI. W ramach tej fazy samolot wyposażono w celownik nahełmowy helmet-mounted target designation sight. Jednocześnie, bazując na wcześniejszych pracach w ramach programu Ground Proximity Warning System (GPWS) – system ostrzegania przed zderzeniem z ziemią, samolot otrzymał nowy Ground Collision Avoidance System (GCAS), wykorzystujący dane ze stacji radiolokacyjnej i radiowysokościomierza, do wyprowadzania samolotu ze stanu lotu, prowadzącego do zderzenia z przeszkodami naziemnymi. Próby nowej wersji rozpoczęto w 1992 r., ale później stopniowo je rozszerzono o próby nowych systemów WRe, w tym próby wykorzystania systemu wykrywania i oceny pracujących stacji radiolokacyjnych do wskazywania celów dla pocisków AGM-88 Harm. Pierwszego odpalenia pocisku Harm z NF-16A AFTI/CAS dokonano w maju 1994 r. W ramach tych prób podjęto też sprawdzenie możliwości przekazywania danych poprzez IDM (Improved Data Modem, który wszedł później do uzbrojenia F-16C/D Block 40/42/50/52, standaryzowany jako Link 16) z samolotów EA-6B Prowler.
Program badań na NF-16A AFTI został zakończony w styczniu 1997 r. Dzięki pracom system GCAS (w istocie jest to dodatkowy moduł oprogramowania) został zastosowany na seryjnych samolotach F-16C/D, począwszy od najstarszych Block 25. Próby tego systemu na F-16D Block 25 przeprowadzono w 1998 r. Modyfikacje GCAS są obecnie w toku (nie wiadomo, czy obejmą całą flotę F-16C/D), a sam system ma być też zastosowany w F-22 i w samolotach JSF.

## F-16XL A/B SCAMP

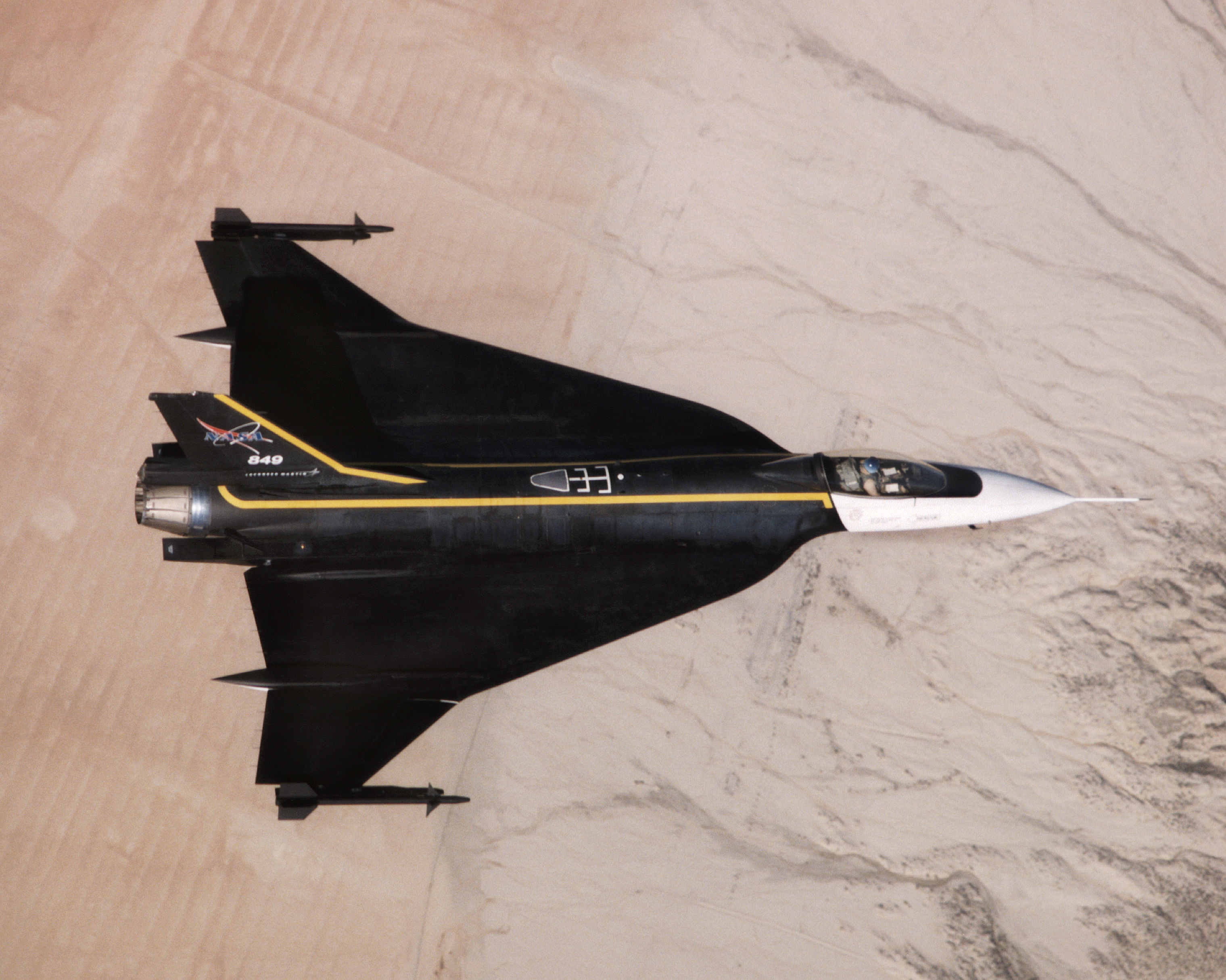
F-16 XL

Jeszcze w czasie badań różnych konfiguracji samolotu konstruktorzy General Dynamics zwrócili uwagę na zalety skrzydła o obrysie trójkątnym. Skrzydło takie zostało wówczas odrzucone ze względu na zbyt duży przyrost oporów wraz ze wzrostem kątów natarcia, ale charakteryzowało się ono niewielkim współczynnikiem oporu w locie z niewielkimi kątami natarcia, i to w szerokim zakresie prędkości przelotowych. Jego dodatkową zaletą był duży zapas siły nośnej. Nie wynikał on bezpośrednio z lepszego współczynnika siły nośnej, ale z faktu, że wytrzymałość płata o obrysie trójkątnym jest stosunkowo wysoka. Dzięki temu można było zaprojektować lekkie, a zarazem wytrzymałe skrzydło o dużej powierzchni.
Początkowo planowano wykorzystanie F-16 przede wszystkim jako myśliwca przewagi powietrznej, zakładano więc, że samolot będzie wykonywał ostre manewry na dużych kątach natarcia przez określoną część czasu lotu, tak jak wymagały tego misje myśliwskie, związane z prowadzeniem walki powietrznej. Jednak w toku eksploatacji F-16 coraz częściej wykorzystywano do uderzeń na cele naziemne i wkrótce misje uderzeniowe zdominowały przeznaczenie maszyny. Zadania uderzeniowe były natomiast wykonywane przy wykorzystaniu odmiennego profilu lotu. Połowę misji wykonywano z dużym ładunkiem na podwieszaniach zewnętrznych, sam lot nie był natomiast związany z długotrwałym manewrowaniem na dużych kątach natarcia.
W General Dynamics zaprojektowano jednak zupełnie nowe skrzydło. Jego obrys nie był klasyczną "deltą", lecz pewnym połączeniem płata trójkątnego z pasmowym. Inspiracją dla takiej konstrukcji było skrzydło zastosowane na samolocie Saab J35 Draken, pierwszą konstrukcją, w której (przynajmniej częściowo) wykorzystano zjawisko tworzenia się wiru pasmowego na dużych kątach natarcia. W tym celu na zmodyfikowanym F-16 zastosowano skrzydło "delta" o zmiennym skosie wzdłuż rozpiętości, większym w części wewnętrznej, a mniejszym – w zewnętrznej. Powierzchnia nowego płata była znacznie większa i to ponad dwukrotnie (aż 62 m², wobec typowej na F-16A – 27,91 m²). Pod skrzydłem i na jego końcach umieszczono aż dziesięć pylonów na uzbrojenie, z łącznie z osiemnastoma zaczepami (wewnętrzny zaczep miał trzy punkty podwieszeń, a następny – dwa, kolejny jeden, jak zaczep na końcu płata, wzorem seryjnego F-16 był przeznaczony wyłącznie dla pocisków AIM-9, ponadto były cztery wnęki dla pocisków AIM-120 u nasady skrzydła, po dwa w układzie tandem). Ponieważ samolot miał jeszcze podkadłubowy węzeł uzbrojenia i dwa pod chwytem powietrza, dostosowane jednak tylko dla zasobników nawigacyjno-celowniczych, to łącznie nowa wersja F-16 dysponowała aż trzynastoma węzłami na podwieszenia zewnętrzne, z 21 punktami podwieszeń.
Poza wprowadzeniem nowego płata przedłużono też kadłub samolotu. W kadłub wstawiono dwie dodatkowe sekcje, jedną o długości 0,77 m wstawiono tuż za kabiną (wlot powietrza do silnika pozostawiono bez zmian), a drugą sekcję, o długości 0,67 m wstawiono tuż za komory podwozia głównego. Przedłużenie kadłuba umożliwiło zwiększenie wewnętrznego zapasu paliwa.
Nowe skrzydło zostało opracowane przez General Dynamics w 1979 r. i w lutym 1980 r. projekt przedstawiono USAF. Dowództwo sił powietrznych przyjęło projekt z entuzjazmem, jednocześnie zarzucając General Dynamics, że... chciał sprzedać samolot dwa razy! Raz – w pierwotnej postaci, a teraz w udoskonalonej, o znacznie większych możliwościach bojowych. Jednak pomimo entuzjastycznego przyjęcia, nie poszły za tym zamówienia. USAF w szybkim tempie wprowadzało do uzbrojenia F-16, samolot był bardzo potrzebny i nie chciano opóźniać tego procesu. Budową takiego samolotu zainteresowała się natomiast NASA. Agencja włączyła się w prace, podejmując własny program SCAMP – Supersonic Cruise and Maneuvering Prototype (prototyp do badań naddźwiękowej prędkości przelotowej i manewrowania; samo słowo scamp znaczy po angielsku nicpoń). Skrzydło "delta" o niewielkich oporach w czasie lotu z prędkością naddźwiękową umożliwiło wykonywanie lotów z prędkością naddźwiękową z wyłączonym dopalaniem, co pozwoliło na uzyskanie wysokiego zasięgu w locie z tą prędkością. Nawiasem mówiąc program SCAMP przyczynił się do późniejszego wykorzystania supercruise (przelotowa prędkość naddźwiękowa, skrót od supersonic cruise) w samolotach F-22 i F-23.
W tej sytuacji General Dynamics, przy współfinansowaniu przez NASA podjął program SCAMP samodzielnie. Prototyp samolotu ukończono w połowie 1982 r. Powstał on przez przebudowę piątego samolotu F-16A FSD (75-0749). Został on oblatany w Fort Worth 15 lipca 1982 r. przez Kima McKinneya. Samolot oznaczono w wytwórni F-16XL, oficjalnego oznaczenia USAF jednak na tym etapie nie przyznano, gdyż samolot nie powstał na zamówienie USAF.
General Dynamics postanowił zbudować również dwumiejscową wersję samolotu, w mniemaniu wytwórni lepiej przystosowaną do zwalczania celów naziemnych. Przewidywano bowiem zastosowanie nowoczesnych urządzeń nawigacyjno-celowniczych, a w tym przypadku drugi członek załogi mógł być pomocny. Do przebudowy wybrano trzeci F-16A FSD (jednomiejscowy; 75-0747), który został wcześniej poważnie uszkodzony przy lądowaniu i od pewnego czasu już nie latał. Został on oblatany jesienią 1982 r. Poza dwumiejscową kabiną, zastosowano na nim jeden z pierwszych silników General Electric F110-GE-100, oznaczony jeszcze F101DE (Derivative Engine). Silnik ten umożliwiał uzyskanie wyższych osiągów, bez wzrostu zużycia paliwa.
W międzyczasie dowództwo USAF podjęło program Enhanced Tactical Fighter (ETF), zmierzający do zastąpienia samolotów uderzeniowych General Dynamics F-111 i pozostałych F-4. W pierwotnych planach zakładano, że zastąpią je w tej roli F-117 o utrudnionej wykrywalności, kiedy jednak zdano sobie sprawę z ograniczeń możliwości bojowych tych maszyn, zdecydowano się na budowę nowego samolotu uderzeniowego, ale opartego na jednym z istniejących już myśliwców – F-16 lub F-15. W związku z programem ETF, oba F-16XL nie trafiły do NASA, lecz za zgodą agencji do 6510. Skrzydła Doświadczalnego w bazie Edwards. Od tego momentu obie maszyny otrzymały już oficjalne oznaczenia USAF – jednomiejscowy – F-16E i dwumiejscowy F-16F. Po raz pierwszy F-16 stanął do konkursu z F-15 jak równy z równym, co jeszcze 8-10 lat temu było nie do pomyślenia. W 1984 r. wybrano co prawda F-15E, jednak główną tego przyczyną był mniejszy zakres przebudowy tego samolotu i mniejsze koszty uruchomienia produkcji tej wersji, a nie jej mniejsze możliwości bojowe.
Po próbach, w 1985 r. oba samoloty wróciły do Fort Worth i zostały zmagazynowane. W styczniu 1989 r. NASA powróciła do wcześniej przerwanego programu i wynajęła obie maszyny. Samolot jednomiejscowy otrzymał numer NASA 849, a dwumiejscowy – 846. Na pierwszym z nich, odpowiednio przebudowanym, badano w NASA zmodyfikowane skrzydło o laminarnym profilu. Z nowym płatem samolot został oblatany 3 maja 1990 r. W późniejszym okresie obie maszyny używano w NASA do różnorodnych testów, do końca lat 90.

## F-16I

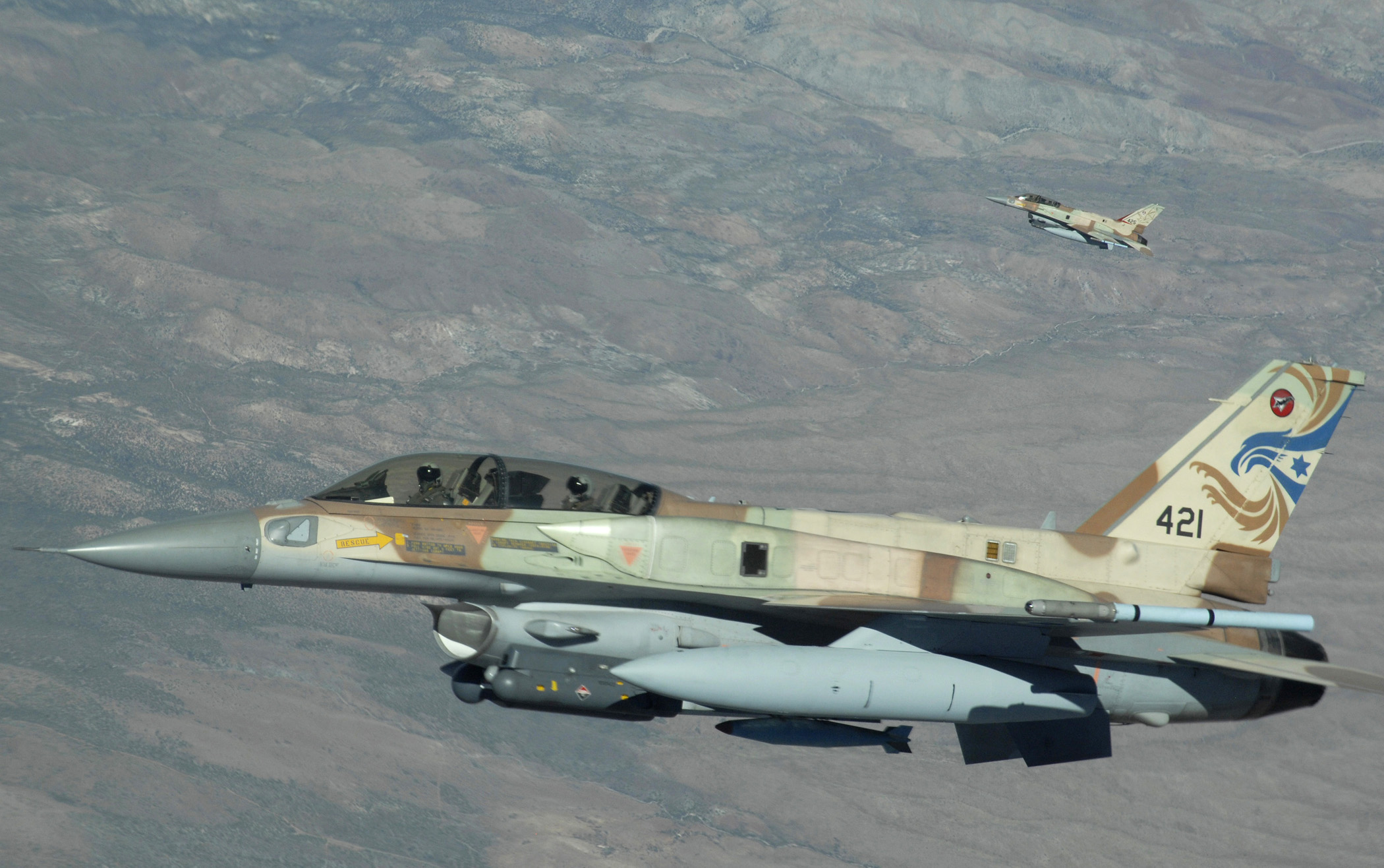
F-16I Sufa

102 sztuki wyprodukowane w latach 2003–2009 dla Izraela, wersja F-16D (dwumiejscowa) blok 52 z ulepszoną awioniką i izraelską elektroniką, drugi członek załogi odpowiada za naprowadzanie precyzyjnych bomb i pocisków powietrze–ziemia. W służbie izraelskiej samoloty nazwano Sufa (wersje A/B zwane są Nec, a C/D – Barak).

## F-16IN
Oznaczenie dla wersji podobnej do Block 60, oferowanej Indiom w przetargu na 126 maszyn, niezakwalifikowany do składania finalnych ofert ze względu na niezagwarantowanie pełnego transferu technologii. Największą zmianą odnoszącą się do indyjskich wymagań było zmodyfikowanie konforemnego zbiorniku paliwa, by mieścił składany króciec do tankowania paliwa giętkim przewodem.

## F-16IQ
Oznaczenie dla zubożonych F-16C/D Block 52 plus dla Iraku. Samoloty będą uzbrojone w starsze pociski powietrze-powietrze AIM-9L/M Sidewinder i AIM-7 Sparrow, system identyfikacji swój-obcy AIFF AN/APX-113 (bez Mode 4/szyfrowania) oraz GPS działający tylko w komercyjnym trybie Standard Positioning Service (SPS). Irakijczycy podpisali list intencyjny w sprawie zakupu 18 sztuk i wpłacili 900 mln USD zaliczki, zamówienie rozszerzono do 36 sztuk.

## NF-16D (VISTA)
Jeden z F-16D Block 30D (86-0048) został przebudowany w końcu 1991 r. na samolot doświadczalny NF-16, w ramach programu Variable-Stability In-Flight Simulator – VISTA (symulator systemu umożliwiającego zmianę stateczności dynamicznej, słowo vista znaczy po angielsku "perspektywa", nowe możliwości). Samolot otrzymał zakabinowy garb, wzorem F-16 AFTI. Znalazło się w nim miejsce dla dodatkowej aparatury.
Celem programu było po raz kolejny sprawdzenie możliwości uzyskania wysokiej manewrowości, z wykorzystaniem dynamicznego wprowadzania samolotu w nieustalone stany lotu, uzyskiwane dzięki cyfrowemu, aktywnemu układowi sterowania. Taki układ sterowania mógł być zbudowany jedynie istnieniu w pierwszej połowie lat 90. szybkich komputerów i nowoczesnego oprogramowania. Z wykorzystaniem tych technologii zbudowano właśnie NF-16D VISTA. Jako jedyny F-16 samolot ten otrzymał klasyczny drążek sterowy, obok normalnie stosowanego drążka na prawej półce. W kabinie umieszczono przełącznik (F-16 Engage – włączenie F-16), umożliwiający przełączenie systemu sterowania na typowe dla F-16 oprogramowanie, na wypadek problemów z testowanym systemem.
Samolot NF-16 VISTA został oblatany 9 kwietnia 1992 r. przez mjr Boba Wilsona z USAF i pilota fabrycznego Joe Sobczaka. Wstępne próby maszyny trwały do 1993 r., kiedy go przebudowano na odmianę F-16 MATV, jednak w styczniu 1995 r. przywrócono go do pierwotnej postaci. Po sprawdzeniu oprogramowania używano go do szkolenia pilotów amerykańskich i zagranicznych w wykonywaniu lotów z dynamicznym wprowadzaniem samolotu na nieustalone stany lotu, w celu wykonania ciasnych manewrów. Później samolot wykorzystano do sprawdzenia oprogramowania systemów sterowania samolotów F-22 i indyjskiego LCA (Light Combat Aircraft). W 1996 r. przerwano na nim loty, by zamontować na nim silnik Pratt Whitney F100-PW-229. W tym celu zmieniono też wlot powietrza do silnika na mniejszy, taki jak stosowany w F-16 Block 32/42/52. W 1998 r. wznowiono na nim loty, używając maszyny NF-16 VISTA nadal do tych samych celów.

## NF-16D MATV
Samolot NF-16D MATV powstał przez czasową przebudowę NF-16 VISTA w latach 1992-93. Początkowo program MATV został podjęty w 1990 r. przez firmę General Electric, na zlecenie Izraelskich Sił Powietrznych. Celem programu Multi-Axis Thrust Vectoring – MATV (wektorowanie ciągu w różnych kierunkach) było zwiększenie manewrowości samolotów F-16 poprzez wykorzystanie zmiennego wektora ciągu silnika. Silnik został wyposażony w dyszę AVEN (Axisymmetric Vectoring Exhaust Nozzle) o przekroju okrągłym, umożliwiającą dowolne skierowanie wektora ciągu, w ograniczonym zakresie kątów odchylenia. W ramach przebudowy NF-16 VISTA na NF-16D MATV z samolotu usunięto zbędną aparaturę, za statecznikiem pionowym zamontowano pojemnik ze spadochronem przeciwkorkociągowym, a samolot wyposażono w silnik General Electric F110-GE-129 z dyszą AVEN. Jednak w 1992 r. Izrael wycofał się z programu, przypuszczalnie po analizie walk w operacji Pustynna Burza, gdzie niemal wszystkie zwycięstwa powietrzne uzyskano ze średnich odległości, z użyciem pocisków rakietowych kierowanych radiolokacyjnie. Jednak w 1991 r. w program włączyło się Wright Laboratory z USAF. Podjęło ono program PACIR – Propulsion, Aerodynamics, Controls Integrated Research program – zintegrowany program badań napędu, aerodynamiki i układu sterowania. Samolot po przebudowie do postaci MATV (teraz część programu PACIR) został oblatany 2 lipca 1993 r. w Fort Worth. Za jego sterami siedzieli Joe Sweeney i mjr Mike Gerzanics. W toku prób, od lipca 1993 r. do marca 1994 r. na samolocie loty wykonywali piloci z 422. Dywizjonu Doświadczalnego z Edwards, ci sami piloci wykonywali też ćwiczebne walki powietrzne na samolotach F-16C Block 32. W toku prób stwierdzono wysokie możliwości manewrowe samolotu, ale seryjnych samolotów nie modyfikowano. Manewrowość wzrastała bowiem głównie na małych prędkościach, na typowych dla walki powietrznej prędkościach samolot i tak uzyskiwał 7-9 G, co było granicą wytrzymałości pilota. W styczniu 1995 r. samolot ponownie przebudowano do konfiguracji NF-16 VISTA.

## F-16ES
Dwumiejscowa wersja szturmowa z powiększonym zasięgiem.

## F-16X
Rozwinięcie F-16C/D o przedłużonym kadłubie, płacie z F-22 i zwiększonym zapasie paliwa

## F-21
Przedsiębiorstwo Lockheed Martin nadało oznaczenie F-21 zmodernizowanej wersji F-16 Block 70 proponowanej indyjskim siłom powietrznym. Producent zadeklarował użycie tablicy przyrządów opartej na wyświetlaczu wielkoformatowym (podobnego jak w F-35 Lightningu II), holowanych celów pozorowanych Raytheon AN/ALE-50, a także konforemnych zbiorników paliwa z systemem CARTS, pozwalającym na tankowanie w locie za pomocą przewodu giętkiego

## Kolejne modernizacje F-16 w trakcie produkcji
F-16 A/B
- Block 1 – dla I serii produkcyjnej
- Block 5/10 – dla II serii produkcyjnej, upraszczający obsługę
- Block 15 – zwiększenie nośności zamków na uzbrojenie, radar AN/APG-66, nowy system sterowania ogniem.
- Block 150C – odpowiednik Block 15 dla starszych maszyn

F-16C/D
- Block 25 – radar AN/APG-68 i wizualizacja danych na ekranach katodowych
- Block 30 – wymiana silnika na F100-PW-220, unowocześnionym uzbrojeniu i zwiększoną pamięcią komputera pokładowego
- Block 32 – odpowiednik Block 30 w którym wymieniano silniki na F110-GE-100
- Block 40/42 "Night Falcon" – radar AN/APG-68 (V), dostosowanie do systemu LANTIRN, wymiana systemu sterowania na cyfrowy, czterokanałowy. Modyfikacja komputera pokładowego, HUD, wymieniony celownik, GPS
- Block 50 – wymiana silnika na F110-GE-129, radar AN/APG-68 (V5), odporny na zakłócenia system łączności VHF i UHF. DTS – cyfrowy projektor obrazu terenu
- Block 52 – odpowiednik Block 50 z wymianą silnika na F100-PW-229
- Block 50D – rozwinięcie Block 50 przystosowane do przenoszenia pocisków HARM, z mapą cyfrową, układem nawigacji bezwładnościowej sprzężonym z żyroskopem laserowym oraz wyrzutnikiem pułapek cieplnych AN/ALE-47
- Block 52D – odpowiednik Block 52 z dodatkami jak w Block 50D
- Block 50+ – modyfikacja Block 50 dostosowana do złych warunków pogodowych z nowym radarem, systemem nawigacji wykorzystującej ukształtowanie terenu. Dostosowana do przenoszenia bomb JDAM i zbiorników podwieszanych o pojemności 270l każdy

F-16 E/F
- Block 60 – wbudowanie na stałe urządzenie LANTIRN i dodanie systemu APU do silnika
- Block 60/62 – projekt zainstalowania awioniki z F-22